# ルーブ・ゴールドバーグ・マシン

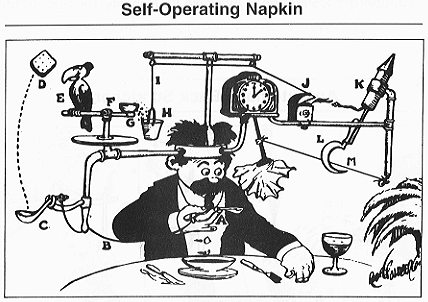
Self-Operating Napkin

ルーブ・ゴールドバーグ・マシン（Rube Goldberg machine）とは、アメリカ合衆国の漫画家ルーブ・ゴールドバーグ が発案した、普通にすれば簡単にできることをあえて手の込んだからくりを多数用い、それらが次々と連鎖していくことで実行する機械・装置のこと。
20世紀の機械文明、つまりひたすら機械化に熱中しその道を突き進む世界、その複雑さ、面倒臭さ、無駄、馬鹿馬鹿しさに着目し、それを揶揄したり、風刺する目的でルーブ・ゴールドバーグが発案した。日本ではテレビ番組『ピタゴラスイッチ』で広く認知されたため、番組内の名称であるピタゴラ装置がルーブ・ゴールドバーグ・マシンの一般的な名称として使われることがある。
樋状の棒の上に玉を転がしたり、ドミノを倒したり、台の上に何かを置いたりするなどの簡単な作業を行うことで仕掛けが作動し、それによって次の仕掛けが作動していく。このようにしていくつもの仕掛けを連鎖的に作動させ、最終的に何らかの作業を実行する。
1987年にはアメリカ合衆国でコンテストが開始された。このコンテストは、ひとつの工程をどれだけのステップを踏んで行うかで判定される。日本の多摩大学など、世界各国で同様のコンテストは多く開催されている。

## 各種媒体に登場したルーブ・ゴールドバーグ・マシン
機械文明への揶揄という、ルーブ・ゴールドバーグが意図した目的でこの装置を登場させた作品としてはチャールズ・チャップリンの1936年の映画『モダン・タイムス』の自動給食マシーンが特に有名である。それ以降もさまざまな作品に登場している。

### 映画
- トムとジェリー「失敗は成功のもと」（1955年） - トムが複雑な仕掛けのねずみ捕りを製作。
- チキ・チキ・バン・バン（1968年） - おかしな発明家である主人公が、大げさな工程で朝食を作る装置を披露している。
- スーパーマンIII（1983年） - 装置ではなく街中の人間による例。ドレスを着た女性に見惚れて柱にぶつかった男がきっかけでドタバタ劇が展開される。
- ピーウィーの大冒険（1985年） - 映画の冒頭で主人公ピーウィーがカラフルで派手な装置で朝食を作る。パンケーキを焼くフライパンの勢いが強すぎてパンケーキが天井に張り付いてしまう。
- バック・トゥ・ザ・フューチャー（1985年） - 映画の冒頭、発明家であるドクの家で登場。タイマーによって起動し朝食が作ったりドッグフードの餌やりをするが、ドクが数日不在だったため湯沸かし器に容器がセットされていなかったり、トーストが黒焦げとなったりして、ドッグフードの餌やり器だけが機能していた。
  - バック・トゥ・ザ・フューチャー PART3（1990年） - 1885年にタイムスリップしたドクの鍛冶屋に登場。元いた1985年の家と同様に、トーストを焼いたりベーコンを炒めたりする。
- グーニーズ（1985年） - 発明好きの少年の家の呼び鈴を押すと、本装置が開始される。
- オリビアちゃんの大冒険（1986年） - 敵の罠にかかった主人公のネズミ達は銃、斧、金床、弓矢が組み合わさったネズミ捕りの処刑装置に拘束される。主人公は装置の仕掛けを利用することで処刑装置から脱出する。
- マネー・ピット（1986年） - 改装工事中の家で足を踏み外したことがきっかけで不運が重なり、工事用の足場が全て崩れてしまう。
- ホーム・アローン（1990年） - 主人公が泥棒の撃退用に本装置で仕返しするシーンが見せ場となっている。
- ブローン・アウェイ/復讐の序曲（1994年） - 終盤で、船を利用した超大型爆弾の起動装置として使用。ただし、その用途は本人が逃げるための時間稼ぎだった。
- フラバー（1997年） - 科学者の主人公が装置で朝食を作る。
- ファイナル・デスティネーションシリーズ - 逃れられない死の運命に囚われた人々を描くホラー映画。登場人物達はありえないほどの偶然が重なり死に至る。
- ロボッツ（2005年） - 主人公が街へと向かう際、球体型の乗り物に乗る。その乗り物はピンボールのような勢いで射出されパイプ、スライド、ハンマーなどのギミックを経て目的地に到着する。
- グランド・イリュージョン 見破られたトリック（2016年） - 装置の最後がギロチンに繋がっており登場人物の首が切断されるというマジックが披露される。

### テレビ番組
- ピタゴラスイッチ - ピタゴラ装置（後述）
- エレメンタリー ホームズ&ワトソン in NY
- タイムボカン24 - 第15話「ピタゴラスは〇〇の天才だった!」 - 「ピタゴラスイッチ」のパロディ。
- Xファイル - 第145話 (File No. 706)「ゴールドバーグ (The Goldberg Variation)」- ゲストキャラクターが子供のおもちゃとして作っている。
- Cog - 2003年にイギリスにおいて放映されたホンダ・アコードのCM。制作はWieden+Kennedy。撮影にはすべて実際のアコードの部品を使用、最後にアコードが発進する仕掛けとなっている。
- 騎士竜戦隊リュウソウジャー - 第10話「無敵のカウンター」において、ビルや工事用車両などが本装置のように連動し、最終的にトロールマイナソーを倒した。
- MIU404 - 第3話。主人公の刑事がありあわせの道具で作り、人が罪を犯す運命についての説明に使う。
- ニンジャラ - 第1話「完成！ニンジャガム！」
- レイトン ミステリー探偵社 〜カトリーのナゾトキファイル〜 - file4「カトリーエイルと世紀の大怪盗」
- 名探偵コナン - 第1111話·第1112話「ルーブ・ゴールドバーグマシン」

### ゲーム
- インクレディブル・マシーン - 装置をゲーム上で再現したゲーム。ステージごとに与えられる課題に対し、対応する部品を設置して課題通りの動きを達成すればクリアとなる。
- コロぱた - 上記のインクレディブル・マシーンと同じようなゲーム。幼い少女をゴールに連れて行くのがクリア条件。
- ゴースト トリック - 劇中の一場面に登場し、ストーリー上重要な役割を果たす。
- ニューダンガンロンパV3 みんなのコロシアイ新学期 - ゲーム内のトリックに使われ、名前も言及される。
- リバース:1999 - ゲーム内のキャラクターｘのモチーフとなっている。

### プロモーションビデオ
- This Too Shall Pass - アメリカ合衆国・シカゴ出身のロックバンドOK Goの当曲の2つ目のプロモーションビデオにてルーブ・ゴールドバーグ・マシンが使用されている。

### ほか
- 『未来さん』(新谷明弘の漫画) - 第9話「脳みそ」において、謎機械という名前で装置の手作りセットがバレンタインデーの贈り物の習慣として定着している。
- 『瑠璃城』殺人事件 - 北山猛邦による推理小説。五芒星の配置に積み上げられた大量の本と、切断された頭部による異様な装置が登場する。
- HEMA - online winkelen - webサイト。表示されている商品が動き出す。

## 揶揄ではなくエンターテイメントとして行っているもの
機械文明への揶揄というよりも、見た目の派手さや巧妙さ、面白さを重視したエンターテインメントとしての側面が強調されたテレビ番組が複数ある。
- NHK教育テレビの『ピタゴラスイッチ』ではこれの小型版とも言える「ピタゴラ装置」が毎回登場する。こんにちの日本では逆にルーブ・ゴールドバーグ・マシンが「巨大ピタゴラ装置」と呼ばれるなど、代名詞的存在となっている。
- バラエティ番組では『8時だョ!全員集合』(TBS) のコントや『爆笑問題のバク天!』(TBS) の「朝の支度を全て自動で…」や『めざましテレビ』（フジテレビ）の「めざマシーン」でも同様のマシーンを登場させた。
- 『TVチャンピオン』（テレビ東京）では「コロコロからくり装置王選手権」として大掛かりな装置づくりを競った[3]。